# ليلى العجيمي السباعي
ليلى العجيمي السباعي هي مؤرخة وعالمة آثار ومختصة في علم النقائش وهي كاتبة وشاعرة من تونس. متخصصة في تاريخ نساء العصر الروماني في شمال إفريقيا وتاريخ قرطاج.

## حياتها المهنية
هي مديرة الأبحاث بالمعهد الوطني للتراث منذ سنة 2009، ورئيسة جمعية «أصدقاء قرطاج» منذ سنة 2012.  كانت عضوة في مجلس إدارة MUCEM وهو متحف متوسطي في مرسيليا وذلك منذ افتتاحه سنة 2014. تقلدت مهام رئيسة المجلس الاقتصادي والاجتماعي للأمم المتحدة (تونس) من سنة 2002 إلى سنة 2010، ومن 2002 إلى حدود سنة 2005 شاركت في اللجنة التي كُلِّفت بترميم متحف قرطاج، وهي مسؤولة بشكل أساسي عن مجموعته الكبيرة من النقوش اللاتينية.
هي كذلك كاتبة وشاعرة، نشرت أول مجموعة شعرية لها، شمس، سنة 1991، وحصلت على «الجائزة الكبرى الطاهر الحداد للقصة القصيرة» في تونس العاصمة. 

## التعليم
تدربت ليلى العجيمي السباعي على الرقص الكلاسيكي وكانت طالبة مقيمة في مدرسة المسرح البولشوي في موسكو (1965-1967). حصلت أطروحتها عن النساء الأفريقيات في العصر الروماني من مصادر كتابية (La femme en Afrique à l'époque romaine: À partir de la documents épigraphique) على جائزة سنة 1977 من جامعة بروفانس.

## الجوائز
حصلت ليلى العجيمي السباعي على جائزة سيرج لانسل من أكاديمية النقوش والآداب (معهد فرنسا، باريس، 2005)، لدراستها حول قرطاج.
في أكتوبر 2010 حصلت على وسام الفنون والآداب الفرنسي برتبة ضابط.